# Dioscorea caucasica
Espèce
Dioscorea caucasica est une plante de la famille des Dioscoreaceae appartenant au genre Dioscorea. C'est une plante d'altitude de la ceinture forestière.

## Description
Dioscorea caucasica est une liane vivace grimpante qui peut atteindre 4 mètres. Ses tubercules sont horizontaux, allongés et gros. Ses feuilles pétiolées sont pointues, ovoïdes ou en forme de cœur. Ses fleurs dioïques unisexuées sont minuscules (3 à 4 mm) et poussent en petits épis jaunes en mai-juin. Elles donnent de petites capsules en juillet.

## Distribution
C'est une plante-reliquat (relictum) et son aire de distribution est fort réduite. On la trouve surtout dans les districts occidentaux de Transcaucasie entre 400 et 1 000 d'altitude et parfois jusqu'à 1 600 mètres, selon le Livre rouge de Russie, essentiellement dans le raïon d'Adler (parc national de Sotchi) et en Abkhazie sur des terres à minéraux de carbonates, le tout faisant à peine 15 000 hectares. C'est donc une espèce menacée inscrite au Livre rouge de Russie.

## Vertus médicinales
Le rhizome séché en infusion possède une action vasodilatatrice, réduit la pression artérielle et diminue la tachycardie.
Jusque dans les années 1980, ses tubercules étaient récoltées (à peine 30 à 40 tonnes par an), ce qui la menaçait de disparition. Des mesures ont été prises pour la cultiver, surtout dans la région de Gagra, mais sans grand succès.